# پورونگن
پورونگن (به لهستانی:  Poronin) یک روستا در لهستان است که در گمینا پورونگن واقع شده‌است. پورونگن ۳٬۹۰۰ نفر جمعیت دارد و ۷۴۰ متر بالاتر از سطح دریا واقع شده‌است.